# Zamkawaja
Zamkawaja (biał. Замкавая; ros. Замковая) – wieś na Białorusi, w obwodzie grodzieńskim, w rejonie wołkowyskim, w sielsowiecie Wołkowysk, przy drodze republikańskiej P44. Wieś z trzech stron otoczona jest lasami Rezerwatu Biologicznego "Zamkowy Las".